# Brigida Banti
Brigida Giorgi, més coneguda pel seu cognom civil i nom artístic Brigida Banti (Crema (Llombardia), 30 de setembre, 1757 – Bolonya (Emília-Romanya), 18 de febrer,e 1806), va ser una soprano italiana.

## Biografia
Els inicis foscos

Els seus orígens són força incerts i les dades del seu naixement no són gens certes: segons alguns, en comptes de Crema, Brigida Giorgi va néixer a Monticelli d'Ongina, una ciutat de la província de Piacenza, però no gaire lluny de Cremona, el 1756 o fins i tot el 1758. Filla del mandolinista de carrer Carlo Giorgi, també va començar a actuar molt aviat com a cantant de carrer, seguint el seu pare, segons alguns, juntament amb un encara nen Domenico Dragonetti, un futur contrabaixista de gran nom, que l'acompanyava al semi-violone, segons altres. El que sí que és cert és que el 1777/1778, durant les seves peregrinacions pel sud d'Europa, va arribar a París, on va tenir lloc la trobada que li va canviar la vida. Fins i tot sobre la naturalesa d'aquesta trobada, les fonts difereixen: segons algunes, va ser notada per ningú més que Antonio Sacchini, ràpidament formada per ell i després contractada al Théâtre-Italien (en el qual l'Opéra Comique i la Comédie Italienne s'havien fusionat temporalment); Segons altres, va ser el director nomenat de l'Opéra Comique qui la va fixar i, de nou després de rebre formació de Sacchini, la va fitxar per a l'Opéra. Tanmateix, la informació sobre la seva estada a París és molt incerta, com també ho és la del seu posterior trasllat a Londres: el que sí que és cert és que aquí va conèixer el ballarí i coreògraf Zaccaria Banti (c. 1756-1836), que va estar ben introduït en l'ambient teatral cosmopolita, amb qui es va casar a Amsterdam el 1779 i el cognom del qual també va adoptar com a nom artístic.
Segons el Diccionari de Música del Ducat de Parma i Piacenza, la parella va tenir dos fills: Pietro, nascut a Varsòvia el 1787, batejat pel mateix rei de Polònia Estanislau Poniatowski, i Giuseppe, nascut a Madrid el juliol de 1793, batejat per la duquessa d'Osuna, María Josefa Pimentel. Segons altres fonts, però, la parella també havia tingut una filla, evidentment la gran, "que es va casar amb un tal Dr. Barbieri", el nom de la qual, Vittoria, juntament amb el nom complet del seu marit, també estan testimoniats per una inscripció monumental al cementiri de Bolonya (vegeu també més avall).

## La gran carrera europea
Després de passar per Viena el 1780, Banti va decidir tornar a Itàlia, després d'haver estat contractada per a la temporada de carnaval de 1782/1783 pel Teatro San Benedetto de Venècia, on va obtenir un èxit notable en les estrenes de Piramo e Tisbe de Francesco Bianchi (que es convertiria en el seu compositor preferit) i Attalo, re di Bitinia de Giuseppe Sarti, així com en una reposició dOrfeo ed Euridice de Bertoni que va despertar l'entusiasme d'un oient excepcional com el tenor irlandès Michael Kelly. Posteriorment va cantar a Torí, Milà, de nou a Venècia i també, el 1786/87, a Varsòvia, on va actuar en òperes de Giordani, Persichini i Tarchi. El mateix any 1787 finalment va aterrar al Teatro San Carlo de Nàpols, creant el paper de Sofonisba a la primera representació de Scipione Africano del seu favorit Bianchi, i també interpretant obres de Paisiello, Anfossi i Guglielmi. Banti va tornar el 1789 al San Benedetto de Venècia, on va ser la primera protagonista de Zenobia in Palmira d'Anfossi, que es va convertir en un dels seus papers estrella, juntament amb el paper de Semiramide, creat per a la primera representació de La vendetta di Nino de Bianchi a finals de l'any següent.
El 1790 la ciutat de Bolonya va atorgar la ciutadania honorària a ella, al seu marit Zaccaria Banti i als seus fills presents i futurs. A Bolonya va actuar la tardor de 1792 al Teatro Marsigli Rossi.
El juny de 1792 va participar en la inauguració del nou Gran Teatro La Fenice de Venècia, al costat de Gaspare Pacchierotti (que no va deixar d'influir considerablement en les seves habilitats artístiques), en la primera representació dI giuochi d'Agrigento de Paisiello. Després d'una breu temporada a Madrid el 1793 on va competir amb la igualment famosa Todi, del 1794 al 1802 va ser contractada com a soprano principal al King's Theatre de Londres, on va debutar amb el paper de Semiramide a l'òpera de Bianchi citada anteriorment i on va conèixer Lorenzo Da Ponte qui, a les seves Memòries, li va atribuir, amb considerable malevolència, característiques humanes força desagradables, així com una relació amb William Taylor, director del teatre. Després de tornar a Itàlia a la tardor de 1802 després del retorn d'Elizabeth Billington a la seva terra natal, va continuar actuant durant uns anys tant a La Scala com a La Fenice, però la seva veu es deteriorava i, per tant, es va veure obligada a retirar-se, a més a més, poc abans de la seva mort, el 1806.
Durant aquest període va prendre sota la seva protecció el jove tenor Diomiro Tramezzani, amb qui va iniciar la seva carrera artística. Tan esplèndida i tan poderosa havia estat aquella mateixa veu que, en morir, el seu cos va ser sotmès a una autòpsia que va revelar dos pulmons d'una amplitud extraordinària.
El monument funerari dedicat al cantant, construït el 1813, es troba a la Certosa di Bologna, a l'arc 101 de l'ala occidental del Claustre III; Va ser encarregat pel vidu Zaccaria Banti als pintors Luigi Gibelli i Filippo Pedrini, després que un monument commemoratiu anterior, erigit per la seva filla Vittoria i el seu gendre Domenico Barbieri, amb escultures d'Enrico Barberi i decoracions de Giuseppe Fancelli, hagués de ser retirat per la força després de l'ampliació del cementiri. El 1869, més de seixanta anys després de la mort de la cantant, el seu fill Giuseppe Banti va escriure un fullet molt breu amb un esbós biogràfic de la seva mare.[14]
La ciutat de Piacenza li va dedicar un carrer.

## Característiques artístiques
Un talent natural realment fenomenal: aquesta podria ser la definició sintètica de Banti. Sense cap educació musical (ni tan sols sabia llegir música i sempre es negava a aprendre-la), tenia una oïda prodigiosa i era capaç d'aprendre's les parts de memòria només fent-les interpretar un parell de vegades. Els seus contemporanis, des del ja esmentat Kelly fins a l'altre gran tenor i professor Pierre Garat, des de la pintora Élisabeth Vigée Le Brun fins al gran coneixedor del cant, Lord Mount Edgcumbe (1764–1839), coincideixen a exaltar les seves qualitats. Mount Edgcumbe, per exemple, va escriure, a les seves "Reminiscences musicals", sobre una veu de gran extensió, rica i lliure de vetes en tota la seva amplitud, una "veritable veu de pit de principi a fi". Per la seva banda, Garat va informar sorprès des de Londres a un col·lega parisenc: 
| « | "Quina expressió! Quina ànima! I sobretot, quina veu! […] He sentit molts cantants a la meva vida, però no en conec cap que hagi estat tan beneït per la natura". | » |

 Posseïa, de fet, una veu extremadament potent, amb un timbre exquisit i notablement flexible, capaç, per tant, d'abordar la coloratura més atrevida sense por. El seu estil de cant, segons una anotació molt aguda de Vigée-Le Brun, era similar al del castrat Pacchiarotti (amb qui, a més, Banti va tenir l'oportunitat d'actuar incomptables vegades) i excel·lia en intensitat expressiva.
Malgrat la seva ignorància bàsica i les seves maneres, certament no pas senyorials, Banti, gràcies al do del seu talent natural, va poder convertir-se en una cantant extremadament refinada i va ser capaç d'evitar l'externalitat i la superficialitat, i, en definitiva, la decadència del gust vocal que va caracteritzar la segona meitat del segle XVIII, i classificar-se plenament al costat d'aquells cantants, contemporanis i immediatament posteriors, que, restaurant els trets estilístics del cant d'antany, van obrir el camí als desenvolupaments imminents del bel canto de Rossini.

## Repertori
La llista següent no és exhaustiva, però es pot considerar significativa de la carrera de Banti (es refereix a estrenes absolutes o altres de particular importància).
- CORAGO - Universitat de Bolonya, consultat el 24 d'octubre de 2017 a corago.unibo.it.
- Almanac de Gherardo Casaglia, consultat el 6 d'abril de 2020 a almanac-gherardo-casaglia.com.

| Rol                   | Títol de l'òpera                                     | Gènere                                        | Autor | Teatre                                           | Data estrena      |
| --------------------- | ---------------------------------------------------- | --------------------------------------------- | --- | ------------------------------------------------ | ----------------- |
| Emirena               | Attalo Re di Bitinia                                 | drama per musica (òpera seria)                | Giuseppe Sarti                                                                                               | Teatro (Gallo) San Benedetto de Venècia          | 26 desembre 1782  |
| Tisbe                 | Piramo e Tisbe                                       | drama per musica                              | Francesco Bianchi                                                                                            | Teatro (Gallo) San Benedetto de Venècia          | 3 gener 1783      |
| Tisbe                 | Piramo e Tisbe                                       | drama per musica (òpera seria)                | Giovanni Battista Borghi                                                                                     | Teatro della Pergola de Florència                | 8 setembre 1783   |
| Ippodamia             | Briseide                                             | drama per musica (opera seria)                | Francesco Bianchi                                                                                            | Teatro Regio (Torí)                              | 27 desembre 1783  |
| Emira                 | Amaionne                                             | drama per musica                              | Bernardo Ottani                                                                                              | Nuovo Teatro Regio de Torí                       | 24 gener 1784     |
| Arianna               | Bacco e Arianna                                      | festa teatrale (cantata)                      | Angelo Tarchi                                                                                                | Nuovo Teatro Regio de Torí                       | 20 maig 1784      |
| Ifigenia              | Ifigenia in Aulide                                   | drama per musica (òpera seria)                | Alessio Prati                                                                                                | Teatro della Pergola de Florència                | 8 setembre 1784   |
| Adelina               | Il disertore francese                                | drama per musica (òpera seria)                | Francesco Bianchi                                                                                            | Teatro (Gallo) San Benedetto de Venècia          | 26 desembre 1784  |
| Cleofide              | Alessandro nell'Indie                                | drama per musica (òpera seria)                | Francesco Bianchi                                                                                            | Teatro (Gallo) San Benedetto de Venècia          | 28 gener 1785     |
| Ifigenia              | Ifigenia in Aulide                                   | drama per musica (òpera seria)                | Angelo Tarchi                                                                                                | Teatro Nuovo de Padua                            | fira 1785         |
| Ipermestra            | Ipermestra                                           | drama per musica (òpera seria)                | Salvatore Rispoli (1739-1812)                                                                                | Teatro alla Scala, Milà                          | 26 desembre 1785  |
| Stratonica            | Ariarate                                             | drama per musica (òpera seria)                | Angelo Tarchi                                                                                                | Teatro alla Scala, Milà                          | carnestoltes 1786 |
| ?                     | Il principe Kolowakandij                             | drama per musica (?)                          | Pietro Persichini (1755-1837)                                                                                | Teatr Narodowy de Varsòvia                       | 1786              |
| Aricia                | Fedra                                                | drama per musica                              | Giovanni Paisiello                                                                                           | Real Teatro San Carlo de Nàpols                  | 1º gener 1788     |
| Debora                | Debora e Sisara                                      | azione sacra per musica (oratorio, 1° versió) | Pietro Alessandro Guglielmi                                                                                  | Real Teatro San Carlo de Nàpols                  | 13 febrer 1788    |
| Armida                | Il Rinaldo                                           | drama per musica                              | Pëtr Alekseevič Skokov                                                                                       | Real Teatro San Carlo de Nàpols                  | 4 novembre 1788   |
| Marzia                | Catone in Utica                                      | drama per musica                              | Giovanni Paisiello                                                                                           | Real Teatro San Carlo de Nàpols                  | 1º gener 1789     |
| Erismena              | Montezuma                                            | pasticcio (drama per musica)                  | Giacomo Insanguine, Josef Mysliveček, Gian Francesco de Majo, Baldassarre Galuppi, Nicola Antonio Zingarelli | Teatro (Venier) San Benedetto de Venècia         | 14 novembre 1789  |
| Zenobia               | Zenobia di Palmira                                   | drama per musica (òpera seria, 1° versió)     | Pasquale Anfossi                                                                                             | Teatro (Venier) San Benedetto de Venècia         | 26 desembre 1789  |
| Euterpe               | L'armonia                                            | cantata a 2 voci                              | Pasquale Anfossi                                                                                             | Teatro (Venier) San Benedetto de Venècia         | 11 gener 1790     |
| Aspasia               | Aspasia                                              | drama per musica (òpera seria)                | Giuseppe Giordani "Giordaniello”                                                                             | Teatro (Venier) San Benedetto de Venècia         | 11 gener 1790     |
| Zenobia               | Zenobia in Palmira                                   | drama per musica                              | Giovanni Paisiello                                                                                           | Real Teatro San Carlo de Nàpols                  | 30 maig 1790      |
| Clori                 | Aminta                                               | favola boschereccia                           | Pietro Alessandro Guglielmi                                                                                  | Accademia di Dame e Cavalieri, Nàpols            | 16 agost 1790     |
| Semiramide            | La vendetta di Nino                                  | drama per musica (òpera seria, 1° versió)     | Francesco Bianchi                                                                                            | Real Teatro San Carlo de Nàpols                  | 12 novembre 1790  |
| Cora                  | Pizzarro nelle Indie                                 | òpera seria                                   | Marcello Bernardini "Marcello da Capua”                                                                      | Real Teatro San Carlo de Nàpols                  | 23 gener 1791     |
| Giuditta              | La morte di Oloferne                                 | composició per musica                         | Pietro Alessandro Guglielmi                                                                                  | Palazzo Colonna de Roma                          | 22 abril 1791     |
| Emilia                | Lucio Papirio                                        | drama per musica (òpera seria)                | Gaetano Marinelli                                                                                            | Real Teatro San Carlo de Nàpols                  | 30 maig 1791      |
| Briseide              | Briseide                                             | òpera                                         | Ferdinando Robuschi (1765-1850)                                                                              | Real Teatro San Carlo de Nàpols                  | 13 agost 1791     |
| Antigona              | Antigona                                             | òpera seria                                   | Peter Winter                                                                                                 | Real Teatro San Carlo de Nàpols                  | 4 novembre 1791   |
| Achinoa               | Gionata                                              | oratori (acció escènica sagrada)              | Niccolò Piccinni                                                                                             | Real Teatro San Carlo de Nàpols                  | 4 març 1792       |
| Aspasia               | I giuochi di Agrigento                               | drama per musica (1° versió)                  | Giovanni Paisiello                                                                                           | Teatro alla Fenice de Venècia (inauguració)      | 16 maig 1792      |
| Astasia               | Tarara o sia La virtù premiata                       | drama per musica (òpera seria)                | Francesco Bianchi                                                                                            | Teatro alla Fenice de Venècia                    | 26 desembre 1792  |
| Ines                  | Ines de Castro                                       | dramma per musica                             | Giuseppe Giordani "Giordaniello”                                                                             | Teatro alla Fenice de Venècia                    | 28 gener 1793     |
| Alceste               | Alceste                                              | tragedia                                      | Christoph Willibald Gluck                                                                                    | King's Theatre in the Haymarket de Londres       | 30 aprile 1795    |
| Arsene                | La bella Arsene                                      | òpera seria                                   | Pierre-Alexandre Monsigny (revisat per Joseph Mazzinghi)                                                     | King's Theatre in the Haymarket de Londres       | 12 desembre 1795  |
| Ifigenia              | Ifigenia in Tauride                                  | òpera seria                                   | Christoph Willibald Gluck                                                                                    | King's Theatre in the Haymarket di Londra        | 7 aprile 1796     |
| Antigona              | Antigona                                             | òpera seria                                   | Francesco Bianchi                                                                                            | King's Theatre in the Haymarket de Londres       | 24 maig 1796      |
| Evelina               | Evelina (o El triomf dels anglesos sobre els romans) | drama per musica                              | Antonio Sacchini                                                                                             | King's Theatre, Londres                          | 10 gener 1797     |
| Merope                | Merope                                               | òpera seria                                   | Francesco Bianchi                                                                                            | King's Theatre in the Haymarket de Londres       | 10 juny 1797      |
| Servilia              | Cinna                                                | òpera seria                                   | Francesco Bianchi                                                                                            | King's Theatre in the Haymarket de Londres       | 20 febrer 1798    |
| Giletta               | I due Svizzeri                                       | òpera còmica                                  | Giacomo Gotifredo Ferrari                                                                                    | King's Theatre in the Haymarket de Londres       | 14 magig 1799     |
| Zenobia               | Zenobia                                              | drama per musica (òpera seria)                | Lord Richard Mount-Edgcumbe (1764–1839)                                                                      | King's Theatre in the Haymarket de Londres       | 22 maig 1800      |
| Ines                  | L'Ines de Castro                                     | drama serio per musica                        | Vittorio Trento                                                                                              | Imperial Regio Teatro degli Avvalorati de Liorna | 9 novembre 1803   |
| Clearco (in travesti) | I riti d'Efeso                                       | drama heroico per musica                      | Giuseppe Farinelli                                                                                           | Teatro alla Fenice de Venècia                    | 26 desembre 1803  |
| Arsace (in travesti)  | Arsace e Semira                                      | drama heroico (òpera seria)                   | Francesco Gnecco                                                                                             | Teatro alla Fenice de Venècia                    | 31 gener 1804     |
| Emma                  | Eraldo ed Emma                                       | drama serio per música                        | Johann Simon Mayr                                                                                            | Teatro alla Scala de Milà                        | 8 gener 1805      |
| Emilia                | Il trionfo di Emilia                                 | drama heroico                                 | Stefano Pavesi                                                                                               | Teatro alla Scala de Milà                        | 9 febrer 1805     |

## Publicacions relacionades
- Zacharia Banti
- Antonio Sacchini
- King's Theatre a Londres.
- Comèdia italiana
- Òpera Còmica
- Acadèmia Reial de Música
- Anne-Pierre-Jacques Devismes
- Gluck
- Iphigénie en Aulide
- rei de Polònia, Stanislao Poniatowski
- Duquessa d'Osuna, María Josefa Pimentel